# Olympische Sommerspiele 2024/Teilnehmer (Südkorea)
| Gelbes Symbol für Goldmedaillen mit stilisierten Olympischen Ringen | Graues Symbol für Silbermedaillen mit stilisierten Olympischen Ringen | Braundes Symbol für Bronzemedaillen mit stilisierten Olympischen Ringen |
| ------------------------------------------------------------------- | --------------------------------------------------------------------- | ----------------------------------------------------------------------- |
| 13                                                                  | 9                                                                     | 10                                                                      |

Südkorea nahm an den Olympischen Spielen 2024 vom 26. Juli bis zum 11. August 2024 in Paris teil. Es war die insgesamt 19. Teilnahme an Olympischen Sommerspielen.

## Teilnehmer nach Sportarten

### Badminton
| Athleten                    | Wettbewerb | Gruppenphase                         | Gruppenphase              | Gruppenphase | Gruppenphase | Achtelfinale  | Achtelfinale            | Viertelfinale                    | Viertelfinale            | Halbfinale              | Halbfinale                | Finale / Platz 3           | Finale / Platz 3   | Rang   |
| Athleten                    | Wettbewerb | Gegner                               | Ergebnis                  | Punkte       | Rang         | Gegner        | Ergebnis                | Gegner                           | Ergebnis                 | Gegner                  | Ergebnis                  | Gegner                     | Ergebnis           | Rang   |
| --------------------------- | ---------- | ------------------------------------ | ------------------------- | ------------ | ------------ | ------------- | ----------------------- | -------------------------------- | ------------------------ | ----------------------- | ------------------------- | -------------------------- | ------------------ | ------ |
| Frauen                      |            |                                      |                           |              |              |               |                         |                                  |                          |                         |                           |                            |                    |        |
| An Se-young                 | Einzel     | K. Nalbantowa                        | 2:0 (21:15, 21:11)        | 2            | 1            | ―             | ―                       | A. Yamaguchi                     | 2:1 (15:21, 21:17, 21:8) | G. M. Tunjung           | 2:1 (11:21, 21:13, 21:16) | He B.                      | 2:0 (21:13, 21:16) | Gold   |
| An Se-young                 | Einzel     | Qi X.                                | 2:0 (21:5, 21:7)          | 2            | 1            | ―             | ―                       | A. Yamaguchi                     | 2:1 (15:21, 21:17, 21:8) | G. M. Tunjung           | 2:1 (11:21, 21:13, 21:16) | He B.                      | 2:0 (21:13, 21:16) | Gold   |
| Kim Ga-eun                  | Einzel     | J. Scholtz                           | 2:0 (21:12, 21:6)         | 2            | 1            | G. M. Tunjung | 1:2 (4:21, 21:8, 21:23) | ausgeschieden                    | ausgeschieden            | ausgeschieden           | ausgeschieden             | ausgeschieden              | ausgeschieden      | 9      |
| Kim Ga-eun                  | Einzel     | Goh J. W.                            | 2:1 (21:17, 20:22, 23:21) | 2            | 1            | G. M. Tunjung | 1:2 (4:21, 21:8, 21:23) | ausgeschieden                    | ausgeschieden            | ausgeschieden           | ausgeschieden             | ausgeschieden              | ausgeschieden      | 9      |
| Baek Ha-na Lee So-hee       | Doppel     | M. Fruergaard / S. Thygesen          | 1:2 (18:21, 21:9, 14:21)  | 2            | 2            | —             | —                       | Liu S. / Tan N.                  | 0:2 (12:21, 13:21)       | ausgeschieden           | ausgeschieden             | ausgeschieden              | ausgeschieden      | 5      |
| Baek Ha-na Lee So-hee       | Doppel     | M. Lambert / A. Tran                 | 2:0 (21:13, 21:8)         | 2            | 2            | —             | —                       | Liu S. / Tan N.                  | 0:2 (12:21, 13:21)       | ausgeschieden           | ausgeschieden             | ausgeschieden              | ausgeschieden      | 5      |
| Baek Ha-na Lee So-hee       | Doppel     | J. Kititharakul / R. Prajongjai      | 2:0 (21:9, 21:12)         | 2            | 2            | —             | —                       | Liu S. / Tan N.                  | 0:2 (12:21, 13:21)       | ausgeschieden           | ausgeschieden             | ausgeschieden              | ausgeschieden      | 5      |
| Kim So-young Kong Hee-yong  | Doppel     | T. Crasto / A. Ponnappa              | 2:0 (21:18, 21:10)        | 3            | 1            | —             | —                       | P. Tan / T. Muralitharan         | 0:2 (12:21, 13:21)       | ausgeschieden           | ausgeschieden             | ausgeschieden              | ausgeschieden      | 5      |
| Kim So-young Kong Hee-yong  | Doppel     | S. Mapasa / A. Yu                    | 2:0 (21:12, 21:17)        | 3            | 1            | —             | —                       | P. Tan / T. Muralitharan         | 0:2 (12:21, 13:21)       | ausgeschieden           | ausgeschieden             | ausgeschieden              | ausgeschieden      | 5      |
| Kim So-young Kong Hee-yong  | Doppel     | N. Matsuyama / C. Shida              | 2:0 (24:22, 26:24)        | 3            | 1            | —             | —                       | P. Tan / T. Muralitharan         | 0:2 (12:21, 13:21)       | ausgeschieden           | ausgeschieden             | ausgeschieden              | ausgeschieden      | 5      |
| Männer                      |            |                                      |                           |              |              |               |                         |                                  |                          |                         |                           |                            |                    |        |
| Jeon Hyeok-jin              | Einzel     | Y. Coelho                            | 2:0 (21:12, 21:19)        | 1            | 2            | ausgeschieden | ausgeschieden           | ausgeschieden                    | ausgeschieden            | ausgeschieden           | ausgeschieden             | ausgeschieden              | ausgeschieden      | 14     |
| Jeon Hyeok-jin              | Einzel     | K. Naraoka                           | 0:2 (10:21, 16:21)        | 1            | 2            | ausgeschieden | ausgeschieden           | ausgeschieden                    | ausgeschieden            | ausgeschieden           | ausgeschieden             | ausgeschieden              | ausgeschieden      | 14     |
| Kang Min-hyuk Seo Seung-jae | Doppel     | O. Král / A. Mendrek                 | 2:0 (21:12, 21:17)        | 3            | 1            | —             | —                       | K. Astrup / A. Skaarup Rasmussen | 0:2 (19:21, 20:22)       | ausgeschieden           | ausgeschieden             | ausgeschieden              | ausgeschieden      | 5      |
| Kang Min-hyuk Seo Seung-jae | Doppel     | C. Popov / T. J. Popov               | 2:0 (21:17, 21:15)        | 3            | 1            | —             | —                       | K. Astrup / A. Skaarup Rasmussen | 0:2 (19:21, 20:22)       | ausgeschieden           | ausgeschieden             | ausgeschieden              | ausgeschieden      | 5      |
| Kang Min-hyuk Seo Seung-jae | Doppel     | S. Jomkoh / K. Kedren                | 2:0 (21:16, 21:15)        | 3            | 1            | —             | —                       | K. Astrup / A. Skaarup Rasmussen | 0:2 (19:21, 20:22)       | ausgeschieden           | ausgeschieden             | ausgeschieden              | ausgeschieden      | 5      |
| Mixed                       |            |                                      |                           |              |              |               |                         |                                  |                          |                         |                           |                            |                    |        |
| Seo Seung-jae Chae Yoo-jung | Doppel     | K. Mammeri / T. Mammeri              | 2:0 (21:10, 21:7)         | 3            | 1            | —             | —                       | Tang C. M. / Tse Y. S.           | 2:0 (21:15, 21:10)       | Kim W.-h. / Jeong N.-e. | 1:2 (16:21, 22:20, 21:23) | Y. Watanabe / A. Higashino | 0:2 (13:21, 20:21) | 4      |
| Seo Seung-jae Chae Yoo-jung | Doppel     | R. Tabeling / S. Piek                | 2:0 (21:16, 21:12)        | 3            | 1            | —             | —                       | Tang C. M. / Tse Y. S.           | 2:0 (21:15, 21:10)       | Kim W.-h. / Jeong N.-e. | 1:2 (16:21, 22:20, 21:23) | Y. Watanabe / A. Higashino | 0:2 (13:21, 20:21) | 4      |
| Seo Seung-jae Chae Yoo-jung | Doppel     | D. Puavaranukroh / S. Taerattanachai | 2:1 (21:16, 10:21, 21:15) | 3            | 1            | —             | —                       | Tang C. M. / Tse Y. S.           | 2:0 (21:15, 21:10)       | Kim W.-h. / Jeong N.-e. | 1:2 (16:21, 22:20, 21:23) | Y. Watanabe / A. Higashino | 0:2 (13:21, 20:21) | 4      |
| Kim Won-ho Jeong Na-eun     | Doppel     | R. Rivaldy / P. H. Mentari           | 1:2 (20:22, 21:14, 19:21) | 1            | 2            | —             | —                       | C. Tang Jie / T. Ee Wei          | 2:0 (21:19, 21:14)       | Seo S.-j. / Chae Y.-j.  | 2:1 (21:16, 20:22, 23:21) | Zheng S. / Huang Y.        | 0:2 (8:21, 11:21)  | Silber |
| Kim Won-ho Jeong Na-eun     | Doppel     | T. Gicquel / D. Delrue               | 2:0 (22:20, 21:16)        | 1            | 2            | —             | —                       | C. Tang Jie / T. Ee Wei          | 2:0 (21:19, 21:14)       | Seo S.-j. / Chae Y.-j.  | 2:1 (21:16, 20:22, 23:21) | Zheng S. / Huang Y.        | 0:2 (8:21, 11:21)  | Silber |
| Kim Won-ho Jeong Na-eun     | Doppel     | Zheng S. / Huang Y.                  | 0:2 (13:21, 14:21)        | 1            | 2            | —             | —                       | C. Tang Jie / T. Ee Wei          | 2:0 (21:19, 21:14)       | Seo S.-j. / Chae Y.-j.  | 2:1 (21:16, 20:22, 23:21) | Zheng S. / Huang Y.        | 0:2 (8:21, 11:21)  | Silber |

### Bogenschießen
| Athleten                                 | Wettbewerb | Qualifikation | Qualifikation | 1. Runde       | 1. Runde | 2. Runde     | 2. Runde | Achtelfinale      | Achtelfinale | Viertelfinale     | Viertelfinale | Halbfinale    | Halbfinale    | Finale / Platz 3 | Finale / Platz 3 | Rang   |
| Athleten                                 | Wettbewerb | Ringe         | Rang          | Gegner         | Ergebnis | Gegner       | Ergebnis | Gegner            | Ergebnis     | Gegner            | Ergebnis      | Gegner        | Ergebnis      | Gegner           | Ergebnis         | Rang   |
| ---------------------------------------- | ---------- | ------------- | ------------- | -------------- | -------- | ------------ | -------- | ----------------- | ------------ | ----------------- | ------------- | ------------- | ------------- | ---------------- | ---------------- | ------ |
| Frauen                                   |            |               |               |                |          |              |          |                   |              |                   |               |               |               |                  |                  |        |
| Lim Si-hyeon                             | Einzel     | 694 (WR)      | 1             | A. Rivera      | 6:0      | R. Octavia   | 6:0      | M. Havers         | 7:1          | A. Valencia       | 6:4           | Jeon H.-y.    | 6:4           | Nam S.-h.        | 7:3              | Gold   |
| Jeon Hun-young                           | Einzel     | 664           | 13            | P. Healey      | 6:2      | C. Schwarz   | 7:1      | Lei C.-y.         | 6:4          | E. B. Gökkır      | 6:2           | Lim S.-h.     | 4:6           | L. Barbelin      | 4:6              | 4      |
| Nam Su-hyeon                             | Einzel     | 688 PB        | 2             | J. Ali         | 7:1      | M. Horáčková | 7:3      | M. Amăistroaie    | 6:2          | D. Kumari         | 6:4           | L. Barbelin   | 6:0           | Lim S.-h.        | 3:7              | Silber |
| Lim Si-hyeon Jeon Hun-young Nam Su-hyeon | Mannschaft | 2046          | 1             | —              | —        | —            | —        | —                 | —            | Chinesisch Taipeh | 6:2           | Niederlande   | 5:4           | China            | 5:4              | Gold   |
| Männer                                   |            |               |               |                |          |              |          |                   |              |                   |               |               |               |                  |                  |        |
| Kim Woo-jin                              | Einzel     | 686           | 1             | I. Madaye      | 6:0      | Lin Z.-s.    | 6:0      | M. D’Almeida      | 7:1          | M. Gazoz          | 6:4           | Lee W.-s.     | 6:5           | B. Ellison       | 6:5              | Gold   |
| Kim Je-deok                              | Einzel     | 682 SB        | 2             | W. Roux        | 6:0      | F. Musolesi  | 6:4      | S. Arcila         | 6:4          | B. Ellison        | 0:6           | ausgeschieden | ausgeschieden | ausgeschieden    | ausgeschieden    | 8      |
| Lee Woo-seok                             | Einzel     | 681           | 5             | P. Boukouvalas | 6:0      | A. Paoli     | 6:0      | Wang Y.           | 6:2          | M. Nespoli        | 6:4           | Kim W.-j.     | 5:6           | F. Unruh         | 6:0              | Bronze |
| Kim Woo-jin Kim Je-deok Lee Woo-seok     | Mannschaft | 2049          | 1             | —              | —        | —            | —        | —                 | —            | Japan             | 6:0           | China         | 5:1           | Frankreich       | 5:1              | Gold   |
| Mixed                                    |            |               |               |                |          |              |          |                   |              |                   |               |               |               |                  |                  |        |
| Lim Si-hyeon Kim Woo-jin                 | Mannschaft | 1380          | 1             | —              | —        | —            | —        | Chinesisch Taipeh | 5:4          | Italien           | 6:2           | Indien        | 6:2           | Deutschland      | 6:0              | Gold   |

### Boxen
| Athleten   | Wettbewerb       | 1. Runde | 1. Runde | Achtelfinale  | Achtelfinale  | Viertelfinale | Viertelfinale | Halbfinale    | Halbfinale    | Finale        | Finale        | Rang   |
| Athleten   | Wettbewerb       | Gegner   | Ergebnis | Gegner        | Ergebnis      | Gegner        | Ergebnis      | Gegner        | Ergebnis      | Gegner        | Ergebnis      | Rang   |
| ---------- | ---------------- | -------- | -------- | ------------- | ------------- | ------------- | ------------- | ------------- | ------------- | ------------- | ------------- | ------ |
| Frauen     |                  |          |          |               |               |               |               |               |               |               |               |        |
| Im Ae-ji   | Klasse bis 54 kg | Freilos  | Freilos  | T. de Jesus   | 4:1           | Y. Arias      | 3:2           | H. Akbaş      | 2:3           | ausgeschieden | ausgeschieden | Bronze |
| Oh Yeon-ji | Klasse bis 60 kg | Wu S.-y. | 0:5      | ausgeschieden | ausgeschieden | ausgeschieden | ausgeschieden | ausgeschieden | ausgeschieden | ausgeschieden | ausgeschieden | 17     |

### Breaking
| Athleten               | Wettbewerb | Qualifikation | Qualifikation | Viertelfinale | Viertelfinale | Halbfinale    | Halbfinale    | Finale / Platz 3 | Finale / Platz 3 | Rang |
| Athleten               | Wettbewerb | Punkte        | Rang          | Gegner        | Ergebnis      | Gegner        | Ergebnis      | Gegner           | Ergebnis         | Rang |
| ---------------------- | ---------- | ------------- | ------------- | ------------- | ------------- | ------------- | ------------- | ---------------- | ---------------- | ---- |
| Männer                 |            |               |               |               |               |               |               |                  |                  |      |
| Kim Hong-yui (Hongten) | B-Boys     | 2             | 3             | ausgeschieden | ausgeschieden | ausgeschieden | ausgeschieden | ausgeschieden    | ausgeschieden    | 11   |

### Fechten
| Athleten                                           | Wettbewerb       | 1. Runde | 1. Runde | 2. Runde                 | 2. Runde | Achtelfinale     | Achtelfinale  | Viertelfinale      | Viertelfinale | Halbfinale / Klassifikation | Halbfinale / Klassifikation | Finale / Platzierung | Finale / Platzierung | Rang   |
| Athleten                                           | Wettbewerb       | Gegner   | Ergebnis | Gegner                   | Ergebnis | Gegner           | Ergebnis      | Gegner             | Ergebnis      | Gegner                      | Ergebnis                    | Gegner               | Ergebnis             | Rang   |
| -------------------------------------------------- | ---------------- | -------- | -------- | ------------------------ | -------- | ---------------- | ------------- | ------------------ | ------------- | --------------------------- | --------------------------- | -------------------- | -------------------- | ------ |
| Frauen                                             |                  |          |          |                          |          |                  |               |                    |               |                             |                             |                      |                      |        |
| Lee Hye-in                                         | Degen Einzel     | Freilos  | Freilos  | Yu S.                    | 13:15    | ausgeschieden    | ausgeschieden | ausgeschieden      | ausgeschieden | ausgeschieden               | ausgeschieden               | ausgeschieden        | ausgeschieden        | 23     |
| Kang Young-mi                                      | Degen Einzel     | Freilos  | Freilos  | N. Differt               | 13:14    | ausgeschieden    | ausgeschieden | ausgeschieden      | ausgeschieden | ausgeschieden               | ausgeschieden               | ausgeschieden        | ausgeschieden        | 26     |
| Song Se-ra                                         | Degen Einzel     | Freilos  | Freilos  | M. Swatowska-Wenglarczyk | 15:11    | E. Muhari        | 6:15          | ausgeschieden      | ausgeschieden | ausgeschieden               | ausgeschieden               | ausgeschieden        | ausgeschieden        | 10     |
| Lee Hye-in Kang Young-mi Song Se-ra Choi In-jeong  | Degen Mannschaft | —        | —        | —                        | —        | —                | —             | Frankreich         | 31:37         | Vereinigte Staaten          | 45:39                       | Ukraine              | 45:38                | 5      |
| Choi Se-bin                                        | Säbel Einzel     | Freilos  | Freilos  | T. Nazlymov              | 15:14    | M. Emura         | 15:7          | Jeon H.-y.         | 15:14         | M. Apithy-Brunet            | 12:15                       | O. Charlan           | 14:15                | 4      |
| Jeon Ha-young                                      | Säbel Einzel     | Freilos  | Freilos  | A. Komaschtschuk         | 15:8     | N. Hafez         | 15:7          | Choi S.-b.         | 14:15         | ausgeschieden               | ausgeschieden               | ausgeschieden        | ausgeschieden        | 6      |
| Yoon Ji-su                                         | Säbel Einzel     | Freilos  | Freilos  | Z. Dayibekova            | 15:11    | M. Apithy-Brunet | 9:15          | ausgeschieden      | ausgeschieden | ausgeschieden               | ausgeschieden               | ausgeschieden        | ausgeschieden        | 12     |
| Choi Se-bin Jeon Ha-young Yoon Ji-su Jeon Eun-hye  | Säbel Mannschaft | —        | —        | —                        | —        | —                | —             | Vereinigte Staaten | 45:35         | Frankreich                  | 45:36                       | Ukraine              | 42:45                | Silber |
| Männer                                             |                  |          |          |                          |          |                  |               |                    |               |                             |                             |                      |                      |        |
| Kim Jae-won                                        | Degen Einzel     | Freilos  | Freilos  | K. Kanō                  | 12:14    | ausgeschieden    | ausgeschieden | ausgeschieden      | ausgeschieden | ausgeschieden               | ausgeschieden               | ausgeschieden        | ausgeschieden        | 30     |
| Ha Tae-gyu                                         | Florett Einzel   | Freilos  | Freilos  | C. Llavador              | 13:15    | ausgeschieden    | ausgeschieden | ausgeschieden      | ausgeschieden | ausgeschieden               | ausgeschieden               | ausgeschieden        | ausgeschieden        | 19     |
| Gu Bon-gil                                         | Säbel Einzel     | Freilos  | Freilos  | F. Ferjani               | 8:15     | ausgeschieden    | ausgeschieden | ausgeschieden      | ausgeschieden | ausgeschieden               | ausgeschieden               | ausgeschieden        | ausgeschieden        | 24     |
| Oh Sang-uk                                         | Säbel Einzel     | Freilos  | Freilos  | E. Girault               | 15:8     | A. Pakdaman      | 15:10         | F. Arfa            | 15:13         | L. Samele                   | 15:5                        | F. Ferjani           | 15:11                | Gold   |
| Park Sang-won                                      | Säbel Einzel     | Freilos  | Freilos  | C. Heathcock             | 15:10    | Shen C.          | 11:15         | ausgeschieden      | ausgeschieden | ausgeschieden               | ausgeschieden               | ausgeschieden        | ausgeschieden        | 15     |
| Gu Bon-gil Oh Sang-uk Park Sang-won Do Gyeong-dong | Säbel Mannschaft | —        | —        | —                        | —        | —                | —             | Kanada             | 45:33         | Frankreich                  | 45:39                       | Ungarn               | 45:11                | Gold   |

### Gewichtheben
| Athleten       | Wettbewerb        | Reißen  | Reißen | Stoßen  | Stoßen | Zweikampf | Zweikampf | Rang   |
| Athleten       | Wettbewerb        | Gewicht | Rang   | Gewicht | Rang   | Gewicht   | Rang      | Rang   |
| -------------- | ----------------- | ------- | ------ | ------- | ------ | --------- | --------- | ------ |
| Frauen         |                   |         |        |         |        |           |           |        |
| Kim Su-hyeon   | Klasse bis 81 kg  | 110 kg  | 6      | 140 kg  | 6      | 250 kg    | 6         | 6      |
| Park Hye-jeong | Klasse über 81 kg | 131 kg  | 2      | 168 kg  | 2      | 299 kg    | 2         | Silber |
| Männer         |                   |         |        |         |        |           |           |        |
| Bak Joo-hyo    | Klasse bis 73 kg  | 147 kg  | 10     | 187 kg  | 5      | 334 kg    | 7         | 7      |
| Yu Dong-ju     | Klasse bis 89 kg  | 168 kg  | 7      | 203 kg  | 6      | 371 kg    | 6         | 6      |
| Jang Yeon-hak  | Klasse bis 102 kg | 173 kg  | 8      | 200 kg  | 9      | 373 kg    | 9         | 9      |

### Golf
| Athleten      | Runde 1 | Runde 2 | Runde 3 | Runde 4 | Gesamt | Par | Rang |
| ------------- | ------- | ------- | ------- | ------- | ------ | --- | ---- |
| Frauen        |         |         |         |         |        |     |      |
| Ko Jin-young  | 73      | 73      | 73      | 69      | 288    | E   | 25   |
| Amy Yang      | 72      | 71      | 70      | 69      | 282    | −6  | 4    |
| Kim Hyo-joo   | 76      | 70      | 73      | 69      | 288    | E   | 25   |
| Männer        |         |         |         |         |        |     |      |
| Kim Joo-hyung | 66      | 68      | 69      | 68      | 271    | −13 | 8    |
| An Byeong-hun | 72      | 68      | 70      | 70      | 278    | −6  | 24   |

### Handball
| Wettbewerb    | Frauen (Spiele/Tore) |
| ------------- | --- |
| Athleten      | Song Ji-young (5 Spiele, 2 Tore) Shin Eun-joo (5 Spiele, 8 Tore) Ryu Eun-hee (5 Spiele, 19 Tore) Jeong Jin-hui (5 Spiele, 3 Paraden) Park Sae-young (5 Spiele, 39 Paraden) Han Mi-seul (5 Spiele, 0 Tore) Kang Eun-hye (5 Spiele, 15 Tore) Woo Bit-na (5 Spiele, 21 Tore) Kang Kyung-min (5 Spiele, 23 Tore) Kang Eun-seo (5 Spiele, 0 Tore) Jeon Ji-yeon (5 Spiele, 6 Tore) Kim Da-young (5 Spiele, 5 Tore) Gim Bo-eun (5 Spiele, 8 Tore) Shin Jin-mi (5 Spiele, 0 Tore) |
| Trainer       | Henrik Signell |
| Gruppenphase  | Deutschland (23:22) Slowenien (23:30) Norwegen (20:26) Schweden (21:27) Dänemark (20:28) |
| Viertelfinale | ausgeschieden |
| Halbfinale    | ausgeschieden |
| Finale        | ausgeschieden |
| Rang          | 10. Platz |

### Judo
| Athleten | Wettbewerb         | 1. Runde         | 1. Runde | 2. Runde  | 2. Runde | Achtelfinale    | Achtelfinale  | Viertelfinale | Viertelfinale | Halbfinale / Trostrunde | Halbfinale / Trostrunde | Finale / Platz 3 | Finale / Platz 3 | Rang   |
| Athleten | Wettbewerb         | Gegner           | Ergebnis | Gegner    | Ergebnis | Gegner          | Ergebnis      | Gegner        | Ergebnis      | Gegner                  | Ergebnis                | Gegner           | Ergebnis         | Rang   |
| --- | ------------------ | ---------------- | -------- | --------- | -------- | --------------- | ------------- | ------------- | ------------- | ----------------------- | ----------------------- | ---------------- | ---------------- | ------ |
| Frauen |                    |                  |          |           |          |                 |               |               |               |                         |                         |                  |                  |        |
| Lee Hye-kyeong | Klasse bis 48 kg   | T. Babulfath     | 0:10     | —         | —        | ausgeschieden   | ausgeschieden | ausgeschieden | ausgeschieden | ausgeschieden           | ausgeschieden           | ausgeschieden    | ausgeschieden    | 17     |
| Jung Ye-rin | Klasse bis 52 kg   | G. Primo         | 0s1:10s1 | —         | —        | ausgeschieden   | ausgeschieden | ausgeschieden | ausgeschieden | ausgeschieden           | ausgeschieden           | ausgeschieden    | ausgeschieden    | 17     |
| Huh Mi-mi | Klasse bis 57 kg   | Freilos          | Freilos  | —         | —        | T. N. Levy      | 10s2:0s3      | L. Enchriilen | 1s1:0s2       | R. Silva                | 1:0s2                   | C. Deguchi       | 0s3:10s2         | Silber |
| Kim Ji-su | Klasse bis 63 kg   | B. Timo          | 10s1:0   | —         | —        | J. v. Lieshout  | 1s2:0s2       | K. Krišto     | 0:10s1        | L. Piovesana            | 0:10                    | ausgeschieden    | ausgeschieden    | 7      |
| Yoon Hyun-ji | Klasse bis 78 kg   | E. Reid          | 10:0     | —         | —        | Ma Z.           | 1:10          | ausgeschieden | ausgeschieden | ausgeschieden           | ausgeschieden           | ausgeschieden    | ausgeschieden    | 9      |
| Kim Ha-yun | Klasse über 78 kg  | Freilos          | Freilos  | —         | —        | M. Morillo      | 10:0          | B. Souza      | 0:1           | L. Cerić                | 1:0                     | K. Özdemir       | 10:0             | Bronze |
| Männer |                    |                  |          |           |          |                 |               |               |               |                         |                         |                  |                  |        |
| Kim Won-jin | Klasse bis 60 kg   | S. Zulu          | 10:0s4   | —         | —        | B. Ağayev       | 10s1:0s3      | L. Mkheidze   | 0s2:1s1       | G. Sardalaschwili       | 0:10                    | ausgeschieden    | ausgeschieden    | 7      |
| An Ba-ul | Klasse bis 66 kg   | Bayanmönkhiin N. | 10s1:0s1 | —         | —        | G. Qyrghysbajew | 0s1:1s2       | ausgeschieden | ausgeschieden | ausgeschieden           | ausgeschieden           | ausgeschieden    | ausgeschieden    | 9      |
| Lee Joon-hwan | Klasse bis 81 kg   | Freilos          | Freilos  | A. Moutii | 1s1:0s2  | S. Muki         | 10s1:0s2      | S. Boltaboyev | 10:0          | T. Grigalaschwili       | 0s1:1s2                 | M. Casse         | 1s1:0s1          | Bronze |
| Han Ju-yeop | Klasse bis 90 kg   | C. Kone          | 10:0     | —         | —        | J. Jayne        | 1:0           | L. Bekauri    | 0:10          | R. Macedo               | 0:11                    | ausgeschieden    | ausgeschieden    | 7      |
| Kim Min-jong | Klasse über 100 kg | Freilos          | Freilos  | —         | —        | İ. Tataroğlu    | 11:0          | U. Kokauri    | 1:0           | T. Saitō                | 10:0                    | T. Riner         | 0:10             | Silber |
| Mixed |                    |                  |          |           |          |                 |               |               |               |                         |                         |                  |                  |        |
| Lee Hye-kyeong Jung Ye-rin Huh Mi-mi Kim Ji-su Yoon Hyun-ji Kim Ha-yun Kim Won-jin An Ba-ul Lee Joon-hwan Han Ju-yeop Kim Min-jong | Mixed Team         | Freilos          | Freilos  | —         | —        | Türkei          | 4:1           | Frankreich    | 1:4           | Usbekistan              | 4:2                     | Deutschland      | 4:3              | Bronze |

### Leichtathletik
Laufen und Gehen
| Athleten          | Wettbewerb  | Vorlauf | Vorlauf | Halbfinale | Halbfinale | Finale    | Finale | Rang |
| Athleten          | Wettbewerb  | Zeit    | Rang    | Zeit       | Rang       | Zeit      | Rang   | Rang |
| ----------------- | ----------- | ------- | ------- | ---------- | ---------- | --------- | ------ | ---- |
| Männer            |             |         |         |            |            |           |        |      |
| Choe Byeong-kwang | 20 km Gehen | —       | —       | —          | —          | 1:26:15 h | 42     | 42   |

Springen und Werfen
| Athleten       | Wettbewerb | Qualifikation | Qualifikation | Finale        | Finale        | Rang |
| Athleten       | Wettbewerb | Weite/Höhe    | Rang          | Weite/Höhe    | Rang          | Rang |
| -------------- | ---------- | ------------- | ------------- | ------------- | ------------- | ---- |
| Männer         |            |               |               |               |               |      |
| Woo Sang-hyeok | Hochsprung | 2,27 m        | 3             | 2,27 m        | 7             | 7    |
| Kim Jang-woo   | Dreisprung | 16,31         | 26            | ausgeschieden | ausgeschieden | 26   |

### Moderner Fünfkampf
| Athleten        | Fechten | Fechten | Schwimmen   | Schwimmen | Reiten  | Reiten | Combined     | Combined | Punkte | Rang   |
| Athleten        | Bilanz  | Punkte  | Zeit        | Punkte    | Zeit    | Punkte | Zeit         | Punkte   | Punkte | Rang   |
| --------------- | ------- | ------- | ----------- | --------- | ------- | ------ | ------------ | -------- | ------ | ------ |
| Frauen          |         |         |             |           |         |        |              |          |        |        |
| Kim Sun-woo     | 19+2    | 220     | 2:17,67 min | 275       | 59,12 s | 286    | 11:13,92 min | 627      | 1410   | 8      |
| Seong Seung-min | 20+0    | 225     | 2:11,47     | 288       | 62,01 s | 300    | 11:12,87 min | 628      | 1441   | Bronze |
| Männer          |         |         |             |           |         |        |              |          |        |        |
| Jun Woong-tae   | 22+3    | 241     | 1:59,41 min | 312       | 66,55 s | 287    | 10:14,33 min | 686      | 1526   | 6      |
| Seo Chang-wan   | 20+2    | 229     | 2:01,53 min | 307       | 61,06 s | 286    | 10:02,33 min | 698      | 1520   | 7      |

### Radsport

#### Straße
| Athleten    | Wettbewerb    | Zeit      | Rang |
| ----------- | ------------- | --------- | ---- |
| Frauen      |               |           |      |
| Song Min-ji | Straßenrennen | DNF       | DNF  |
| Männer      |               |           |      |
| Kim Eu-ro   | Straßenrennen | 6:39:27 h | 65   |

### Reiten

#### Dressurreiten
| Athleten                      | Wettbewerb | Prozent / Punkte           | Prozent / Punkte | Prozent / Punkte | Rang |
| Athleten                      | Wettbewerb | Grand Prix (Qualifikation) | GP Spécial       | GP Kür           | Rang |
| ----------------------------- | ---------- | -------------------------- | ---------------- | ---------------- | ---- |
| Hwang Young-shik mit Delmonte | Einzel     | 70,000                     | —                | ausgeschieden    | 34   |

### Ringen

#### Griechisch-römischer Stil
Legende: G = Gewonnen, V = Verloren, S = Schultersieg
| Athleten       | Wettbewerb        | Achtelfinale  | Achtelfinale | Viertelfinale | Viertelfinale | Halbfinale    | Halbfinale    | Hoffnungsrunde Halbfinale | Hoffnungsrunde Halbfinale | Hoffnungsrunde Finale | Hoffnungsrunde Finale | Finale        | Finale        | Rang |
| Athleten       | Wettbewerb        | Gegner        | Ergebnis     | Gegner        | Ergebnis      | Gegner        | Ergebnis      | Gegner                    | Ergebnis                  | Gegner                | Ergebnis              | Gegner        | Ergebnis      | Rang |
| -------------- | ----------------- | ------------- | ------------ | ------------- | ------------- | ------------- | ------------- | ------------------------- | ------------------------- | --------------------- | --------------------- | ------------- | ------------- | ---- |
| Männer         |                   |               |              |               |               |               |               |                           |                           |                       |                       |               |               |      |
| Kim Seung-jun  | Klasse bis 97 kg  | A. Aleksanjan | V 0:9        | ausgeschieden | ausgeschieden | ausgeschieden | ausgeschieden | R. Assakalov              | V 2:8                     | ausgeschieden         | ausgeschieden         | ausgeschieden | ausgeschieden | 12   |
| Lee Seung-chan | Klasse bis 130 kg | M. López      | V 0:7        | ausgeschieden | ausgeschieden | ausgeschieden | ausgeschieden | A. Mirzazadeh             | V 0:9                     | ausgeschieden         | ausgeschieden         | ausgeschieden | ausgeschieden | 16   |

### Schießen
| Athleten                  | Wettbewerb                                 | Qualifikation   | Qualifikation | Finale          | Finale        |
| Athleten                  | Wettbewerb                                 | Ringe/ Scheiben | Rang          | Ringe/ Scheiben | Rang          |
| ------------------------- | ------------------------------------------ | --------------- | ------------- | --------------- | ------------- |
| Frauen                    |                                            |                 |               |                 |               |
| Kim Ye-ji                 | 25 m Sportpistole                          | 575             | 27            | ausgeschieden   | ausgeschieden |
| Yang Ji-in                | 25 m Sportpistole                          | 586             | 6             | 37              | Gold          |
| Kim Ye-ji                 | 10 m Luftpistole                           | 578             | 5             | 241,3           | Silber        |
| Oh Ye-jin                 | 10 m Luftpistole                           | 582             | 2             | 243,2 OR        | Gold          |
| Im Ha-na                  | 50 m Kleinkalibergewehr Dreistellungskampf | 577             | 30            | ausgeschieden   | ausgeschieden |
| Lee Eun-seo               | 50 m Kleinkalibergewehr Dreistellungskampf | 583             | 19            | ausgeschieden   | ausgeschieden |
| Ban Hyo-jin               | 10 m Luftgewehr                            | 634,5 OR        | 1             | 251,8           | Gold          |
| Keum Ji-hyeon             | 10 m Luftgewehr                            | 630,9           | 9             | ausgeschieden   | ausgeschieden |
| Jang Kook-hee             | Skeet                                      | 115             | 21            | ausgeschieden   | ausgeschieden |
| Kang Gee-eun              | Trap                                       | 114             | 20            | ausgeschieden   | ausgeschieden |
| Lee Bo-na                 | Trap                                       | 113             | 24            | ausgeschieden   | ausgeschieden |
| Männer                    |                                            |                 |               |                 |               |
| Cho Yeong-jae             | 25 m Schnellfeuerpistole                   | 586             | 4             | 25              | Silber        |
| Song Jong-ho              | 25 m Schnellfeuerpistole                   | 580             | 17            | ausgeschieden   | ausgeschieden |
| Cho Yeong-jae             | 10 m Luftpistole                           | 575             | 14            | ausgeschieden   | ausgeschieden |
| Lee Won-ho                | 10 m Luftpistole                           | 580             | 4             | 197,9           | 4             |
| Park Ha-jun               | 50 m Kleinkalibergewehr Dreistellungskampf | 572             | 44            | ausgeschieden   | ausgeschieden |
| Choe Dae-han              | 10 m Luftgewehr                            | 630,8           | 5             | 145,2           | 7             |
| Park Ha-jun               | 10 m Luftgewehr                            | 629,2           | 13            | ausgeschieden   | ausgeschieden |
| Kim Min-su                | Skeet                                      | 118             | 16            | ausgeschieden   | ausgeschieden |
| Mixed                     |                                            |                 |               |                 |               |
| Keum Ji-hyeon Park Ha-jun | 10 m Luftgewehr Mannschaft                 | 631,4           | 2             | China 12:16     | Silber        |
| Ban Hyo-jin Choe Dae-han  | 10 m Luftgewehr Mannschaft                 | 623,7           | 22            | ausgeschieden   | ausgeschieden |
| Oh Ye-jin Lee Won-ho      | 10 m Luftpistole Mannschaft                | 579             | 4             | Indien 10:16    | 4             |
| Kim Ye-ji Cho Yeong-jae   | 10 m Luftpistole Mannschaft                | 577             | 7             | ausgeschieden   | ausgeschieden |
| Jang Kook-hee Kim Min-su  | Skeet Mannschaft                           | 144             | 7             | ausgeschieden   | ausgeschieden |

### Schwimmen
| Athleten                                                                         | Wettbewerb          | Vorlauf     | Vorlauf | Halbfinale    | Halbfinale    | Finale        | Finale        | Rang   |
| Athleten                                                                         | Wettbewerb          | Zeit        | Rang    | Zeit          | Rang          | Zeit          | Rang          | Rang   |
| -------------------------------------------------------------------------------- | ------------------- | ----------- | ------- | ------------- | ------------- | ------------- | ------------- | ------ |
| Frauen                                                                           |                     |             |         |               |               |               |               |        |
| Lee Eun-ji                                                                       | 200 m Rücken        | 2:09,88 min | 10      | 2:11,86 min   | 15            | ausgeschieden | ausgeschieden | 15     |
| Kim Seo-yeong                                                                    | 200 m Lagen         | 2:12,42 min | 17      | ausgeschieden | ausgeschieden | ausgeschieden | ausgeschieden | 17     |
| Männer                                                                           |                     |             |         |               |               |               |               |        |
| Ji Yu-chan                                                                       | 50 m Freistil       | 22,16 s     | 28      | ausgeschieden | ausgeschieden | ausgeschieden | ausgeschieden | 28     |
| Hwang Sun-woo                                                                    | 100 m Freistil      | 48,41 s     | 17      | ausgeschieden | ausgeschieden | ausgeschieden | ausgeschieden | 17     |
| Hwang Sun-woo                                                                    | 200 m Freistil      | 1:46,13 min | 4       | 1:45,92 min   | 9             | ausgeschieden | ausgeschieden | 9      |
| Kim Woo-min                                                                      | 200 m Freistil      | 1:46,64 min | 12      | 1:46,58 min   | 12            | ausgeschieden | ausgeschieden | 12     |
| Kim Woo-min                                                                      | 400 m Freistil      | 3:45,52 min | 7       | —             | —             | 3:42,50 min   | 3             | Bronze |
| Lee Ju-ho                                                                        | 100 m Rücken        | 54,65 s     | 30      | ausgeschieden | ausgeschieden | ausgeschieden | ausgeschieden | 30     |
| Choi Dong-yeol                                                                   | 100 m Brust         | 1:00,17 min | 18      | ausgeschieden | ausgeschieden | ausgeschieden | ausgeschieden | 18     |
| Cho Sung-jae                                                                     | 200 m Brust         | 2:09,45 min | 1       | 2:10,03 min   | 12            | ausgeschieden | ausgeschieden | 12     |
| Kim Min-seop                                                                     | 200 m Schmetterling | 1:56,02 min | 15      | 1:55,22 min   | 13            | ausgeschieden | ausgeschieden | 13     |
| Hwang Sun-woo Kim Woo-min Kim Yeong-hyeon Lee Ho-joon Lee Yoo-yeon Yang Jae-hoon | 4 × 200 m Freistil  | 7:07,96 min | 7       | —             | —             | 7:07,26 min   | 6             | 6      |
| Choi Dong-yeol Hwang Sun-woo Kim Ji-hun Lee Ju-ho                                | 4 × 100 m Lagen     | 3:34,68 min | 13      | —             | —             | ausgeschieden | ausgeschieden | 13     |
| Mixed                                                                            |                     |             |         |               |               |               |               |        |
| Choi Dong-yeol Hur Yeon-kyung Kim Ji-hun Lee Eun-ji                              | 4 × 100 m Lagen     | 3:48,78 min | 15      | —             | —             | ausgeschieden | ausgeschieden | 15     |

### Segeln
| Athleten   | Wettbewerb | Qualifikation | Qualifikation | Medal Race    | Medal Race    | Punkte | Rang |
| Athleten   | Wettbewerb | Punkte        | Rang          | Punkte        | Rang          | Punkte | Rang |
| ---------- | ---------- | ------------- | ------------- | ------------- | ------------- | ------ | ---- |
| Männer     |            |               |               |               |               |        |      |
| Ha Jee-min | Laser      | 140           | 26            | ausgeschieden | ausgeschieden | 140    | 26   |

### Sportklettern
Speed
| Athleten       | Qualifikation | Qualifikation | Achtelfinale | Achtelfinale | Viertelfinale | Viertelfinale | Halbfinale    | Halbfinale    | Finale / Platz 3 | Finale / Platz 3 | Rang |
| Athleten       | Zeit          | Rang          | Zeit         | Gegner       | Zeit          | Gegner        | Zeit          | Gegner        | Zeit             | Gegner           | Rang |
| -------------- | ------------- | ------------- | ------------ | ------------ | ------------- | ------------- | ------------- | ------------- | ---------------- | ---------------- | ---- |
| Männer         |               |               |              |              |               |               |               |               |                  |                  |      |
| Shin Eun-cheol | 5,25 s        | 10            | 7,24:5,00    | Wu P.        | ausgeschieden | ausgeschieden | ausgeschieden | ausgeschieden | ausgeschieden    | ausgeschieden    | 12   |

Kombination
| Athleten      | Qualifikation | Qualifikation | Qualifikation | Qualifikation | Qualifikation | Qualifikation | Finale        | Finale        | Finale        | Finale        | Finale        | Rang |
| Athleten      | Bouldern      | Bouldern      | Lead          | Lead          | Ergebnis      | Rang          | Bouldern      | Bouldern      | Lead          | Lead          | Ergebnis      | Rang |
| Athleten      | Ergebnis      | Rang          | Griffe        | Rang          | Ergebnis      | Rang          | Ergebnis      | Rang          | Griffe        | Rang          | Ergebnis      | Rang |
| ------------- | ------------- | ------------- | ------------- | ------------- | ------------- | ------------- | ------------- | ------------- | ------------- | ------------- | ------------- | ---- |
| Frauen        |               |               |               |               |               |               |               |               |               |               |               |      |
| Seo Chae-hyun | 44,2          | 13            | 72,1          | 4             | 116,3         | 8             | 28,9          | 8             | 76,1          | 4             | 105,0         | 6    |
| Männer        |               |               |               |               |               |               |               |               |               |               |               |      |
| Lee Do-hyun   | 34,0          | 10            | 12,0          | 17            | 46,0          | 15            | ausgeschieden | ausgeschieden | ausgeschieden | ausgeschieden | ausgeschieden | 15   |

### Synchronschwimmen
| Athletinnen               | Wettbewerb | Technische Kür | Technische Kür | Freie Kür | Freie Kür | Akrobatische Kür | Akrobatische Kür | Gesamt   | Gesamt |
| Athletinnen               | Wettbewerb | Punkte         | Rang           | Punkte    | Rang      | Punkte           | Rang             | Punkte   | Rang   |
| ------------------------- | ---------- | -------------- | -------------- | --------- | --------- | ---------------- | ---------------- | -------- | ------ |
| Frauen                    |            |                |                |           |           |                  |                  |          |        |
| Hur Yoon-seo Lee Ri-young | Duett      | 227,5667       | 13             | 227,7500  | 13        | —                | —                | 455,3167 | 13     |

### Taekwondo
| Frauen        |                   |                |     |            |     |                |     |   |   |              |     |        |
| Kim Yu-jin    | Klasse bis 57 kg  | H. Kübra İlgün | 2:0 | S. Park    | 2:0 | Luo Z.         | 2:1 | — | — | N. Kiani     | 2:0 | Gold   |
| Lee Da-bin    | Klasse über 67 kg | P. Štolbová    | 2:0 | Zhou Z.    | 2:1 | S. Osipova     | 0:2 | — | — | L. Brandl    | 2:1 | Bronze |
| Männer        |                   |                |     |            |     |                |     |   |   |              |     |        |
| Park Tae-joon | Klasse bis 58 kg  | Y. Granado     | 2:0 | C. Ravet   | 2:1 | M. K. Jendoubi | 2:0 | — | — | G. Magomedov | 2:0 | Gold   |
| Seo Geon-woo  | Klasse bis 80 kg  | J. Churchill   | 2:1 | H. Marques | 2:0 | M. Barkhordari | 1:2 | — | — | E. Hrnic     | 0:2 | 5      |

### Tischtennis
| Athleten                                 | Wettbewerb | 1. Runde | 1. Runde | 2. Runde    | 2. Runde | 3. Runde      | 3. Runde      | Achtelfinale          | Achtelfinale  | Viertelfinale         | Viertelfinale | Halbfinale       | Halbfinale    | Finale / Platz 3       | Finale / Platz 3 | Rang   |
| Athleten                                 | Wettbewerb | Gegner   | Erg.     | Gegner      | Erg.     | Gegner        | Erg.          | Gegner                | Erg.          | Gegner                | Erg.          | Gegner           | Erg.          | Gegner                 | Erg.             | Rang   |
| ---------------------------------------- | ---------- | -------- | -------- | ----------- | -------- | ------------- | ------------- | --------------------- | ------------- | --------------------- | ------------- | ---------------- | ------------- | ---------------------- | ---------------- | ------ |
| Frauen                                   |            |          |          |             |          |               |               |                       |               |                       |               |                  |               |                        |                  |        |
| Shin Yu-bin                              | Einzel     | Freilos  | Freilos  | M. Tapper   | 4:0      | G. Póta       | 4:1           | L. Zhang              | 4:0           | M. Hirano             | 4:3           | Chen M.          | 0:4           | H. Hayata              | 2:4              | 4      |
| Jeon Ji-hee                              | Einzel     | Freilos  | Freilos  | F. Yu       | 0:4      | ausgeschieden | ausgeschieden | ausgeschieden         | ausgeschieden | ausgeschieden         | ausgeschieden | ausgeschieden    | ausgeschieden | ausgeschieden          | ausgeschieden    | 33     |
| Shin Yu-bin Jeon Ji-hee Lee Eun-hye      | Mannschaft | —        | —        | —           | —        | —             | —             | Brasilien             | 3:1           | Schweden              | 3:0           | China            | 0:3           | Deutschland            | 3:0              | Bronze |
| Männer                                   |            |          |          |             |          |               |               |                       |               |                       |               |                  |               |                        |                  |        |
| Jang Woo-jin                             | Einzel     | Freilos  | Freilos  | D. González | 4:1      | J. Groth      | 4:1           | S. Togami             | 4:0           | H. Calderano          | 0:4           | ausgeschieden    | ausgeschieden | ausgeschieden          | ausgeschieden    | 5      |
| Cho Dae-seong                            | Einzel     | Freilos  | Freilos  | K. Jha      | 2:4      | ausgeschieden | ausgeschieden | ausgeschieden         | ausgeschieden | ausgeschieden         | ausgeschieden | ausgeschieden    | ausgeschieden | ausgeschieden          | ausgeschieden    | 33     |
| Jang Woo-jin Cho Dae-seong Lim Jong-hoon | Mannschaft | —        | —        | —           | —        | —             | —             | Kroatien              | 3:0           | China                 | 0:3           | ausgeschieden    | ausgeschieden | ausgeschieden          | ausgeschieden    | 5      |
| Mixed                                    |            |          |          |             |          |               |               |                       |               |                       |               |                  |               |                        |                  |        |
| Lim Jong-hoon Shin Yu-bin                | Doppel     | —        | —        | —           | —        | —             | —             | D. Qiu / N. Mittelham | 4:0           | O. Ionescu / B. Szőcs | 4:0           | Wang C. / Sun Y. | 2:4           | Doo H. K. / Wong C. T. | 4:0              | Bronze |

### Turnen

#### Gerätturnen
| Athleten                                                       | Wettbewerb           | Qualifikation | Qualifikation | Finale        | Finale        | Rang |
| Athleten                                                       | Wettbewerb           | Punkte        | Rang          | Punkte        | Rang          | Rang |
| -------------------------------------------------------------- | -------------------- | ------------- | ------------- | ------------- | ------------- | ---- |
| Frauen                                                         |                      |               |               |               |               |      |
| Eom Do-hyun                                                    | Boden                | 12,366        | 59            | ausgeschieden | ausgeschieden | 59   |
| Eom Do-hyun                                                    | Schwebebalken        | 12,300        | 56            | ausgeschieden | ausgeschieden | 56   |
| Eom Do-hyun                                                    | Stufenbarren         | 12,233        | 66            | ausgeschieden | ausgeschieden | 66   |
| Lee Da-yeong                                                   | Stufenbarren         | 11,766        | 72            | ausgeschieden | ausgeschieden | 72   |
| Lee Yun-seo                                                    | Boden                | 10,066        | 75            | ausgeschieden | ausgeschieden | 75   |
| Lee Yun-seo                                                    | Schwebebalken        | 12,000        | 63            | ausgeschieden | ausgeschieden | 63   |
| Lee Yun-seo                                                    | Stufenbarren         | 12,333        | 63            | ausgeschieden | ausgeschieden | 63   |
| Lee Yun-seo                                                    | Mehrkampf Einzel     | 47,099        | 56            | ausgeschieden | ausgeschieden | 56   |
| Shin Sol-yi                                                    | Boden                | 12,533        | 50            | ausgeschieden | ausgeschieden | 50   |
| Shin Sol-yi                                                    | Schwebebalken        | 12,366        | 53            | ausgeschieden | ausgeschieden | 53   |
| Shin Sol-yi                                                    | Stufenbarren         | 12,966        | 47            | ausgeschieden | ausgeschieden | 47   |
| Shin Sol-yi                                                    | Mehrkampf Einzel     | 49,998        | 52            | ausgeschieden | ausgeschieden | 52   |
| Yeo Seo-jeong                                                  | Boden                | 12,733        | 40            | ausgeschieden | ausgeschieden | 40   |
| Yeo Seo-jeong                                                  | Schwebebalken        | 12,700        | 44            | ausgeschieden | ausgeschieden | 44   |
| Yeo Seo-jeong                                                  | Sprung               | 14,183        | 5             | 13,416        | 7             | 7    |
| Eom Do-hyun Lee Da-yeong Lee Yun-seo Shin Sol-yi Yeo Seo-jeong | Mehrkampf Mannschaft | 152,496       | 12            | ausgeschieden | ausgeschieden | 12   |
| Männer                                                         |                      |               |               |               |               |      |
| Hur Woong                                                      | Pauschenpferd        | 14,900        | 7             | 14,300        | 7             | 7    |
| Lee Jun-ho                                                     | Barren               | 13,600        | 52            | ausgeschieden | ausgeschieden | 52   |
| Lee Jun-ho                                                     | Boden                | 13,700        | 31            | ausgeschieden | ausgeschieden | 31   |
| Lee Jun-ho                                                     | Pauschenpferd        | 11,200        | 62            | ausgeschieden | ausgeschieden | 62   |
| Lee Jun-ho                                                     | Reck                 | 12,266        | 58            | ausgeschieden | ausgeschieden | 58   |
| Lee Jun-ho                                                     | Ringe                | 13,600        | 24            | ausgeschieden | ausgeschieden | 24   |
| Lee Jun-ho                                                     | Sprung               | 14,383        | 11            | ausgeschieden | ausgeschieden | 11   |
| Lee Jun-ho                                                     | Mehrkampf Einzel     | 78,899        | 38            | ausgeschieden | ausgeschieden | 38   |
| Ryu Sung-hyun                                                  | Boden                | 14,266        | 10            | ausgeschieden | ausgeschieden | 10   |

### Wasserspringen
| Athleten       | Wettbewerb        | Vorkampf | Vorkampf | Halbfinale    | Halbfinale    | Finale        | Finale        | Rang |
| Athleten       | Wettbewerb        | Punkte   | Rang     | Punkte        | Rang          | Punkte        | Rang          | Rang |
| -------------- | ----------------- | -------- | -------- | ------------- | ------------- | ------------- | ------------- | ---- |
| Frauen         |                   |          |          |               |               |               |               |      |
| Kim Su-ji      | Kunstspringen 3 m | 285,50   | 11       | 272,75        | 13            | ausgeschieden | ausgeschieden | 13   |
| Kim Nah-yun    | Turmspringen 10 m | 250,00   | 26       | ausgeschieden | ausgeschieden | ausgeschieden | ausgeschieden | 26   |
| Männer         |                   |          |          |               |               |               |               |      |
| Woo Ha-ram     | Kunstspringen 3 m | 389,10   | 12       | 432,00        | 9             | 374,15        | 11            | 11   |
| Yi Jaeg-yeong  | Kunstspringen 3 m | 381,40   | 16       | 366,50        | 17            | ausgeschieden | ausgeschieden | 17   |
| Kim Yeong-taek | Turmspringen 10 m | 320,40   | 24       | ausgeschieden | ausgeschieden | ausgeschieden | ausgeschieden | 24   |
| Shin Jung-whi  | Turmspringen 10 m | 369,20   | 17       | 290,60        | 18            | ausgeschieden | ausgeschieden | 18   |